# Стикув (Підкарпатське воєводство)
Стикув (пол. Styków) — село в Польщі, у гміні Глогув-Малопольський Ряшівського повіту Підкарпатського воєводства. Населення — 845 осіб (2011).
У 1975-1998 роках село належало до Ряшівського воєводства.

## Демографія
Демографічна структура станом на 31 березня 2011 року:
|          | Загалом | Допрацездатний вік | Працездатний вік | Постпрацездатний вік |
| -------- | ------- | ------------------ | ---------------- | -------------------- |
| Чоловіки | 406     | 106                | 260              | 40                   |
| Жінки    | 439     | 104                | 241              | 94                   |
| Разом    | 845     | 210                | 501              | 134                  |